# Hannoversche Landwehr

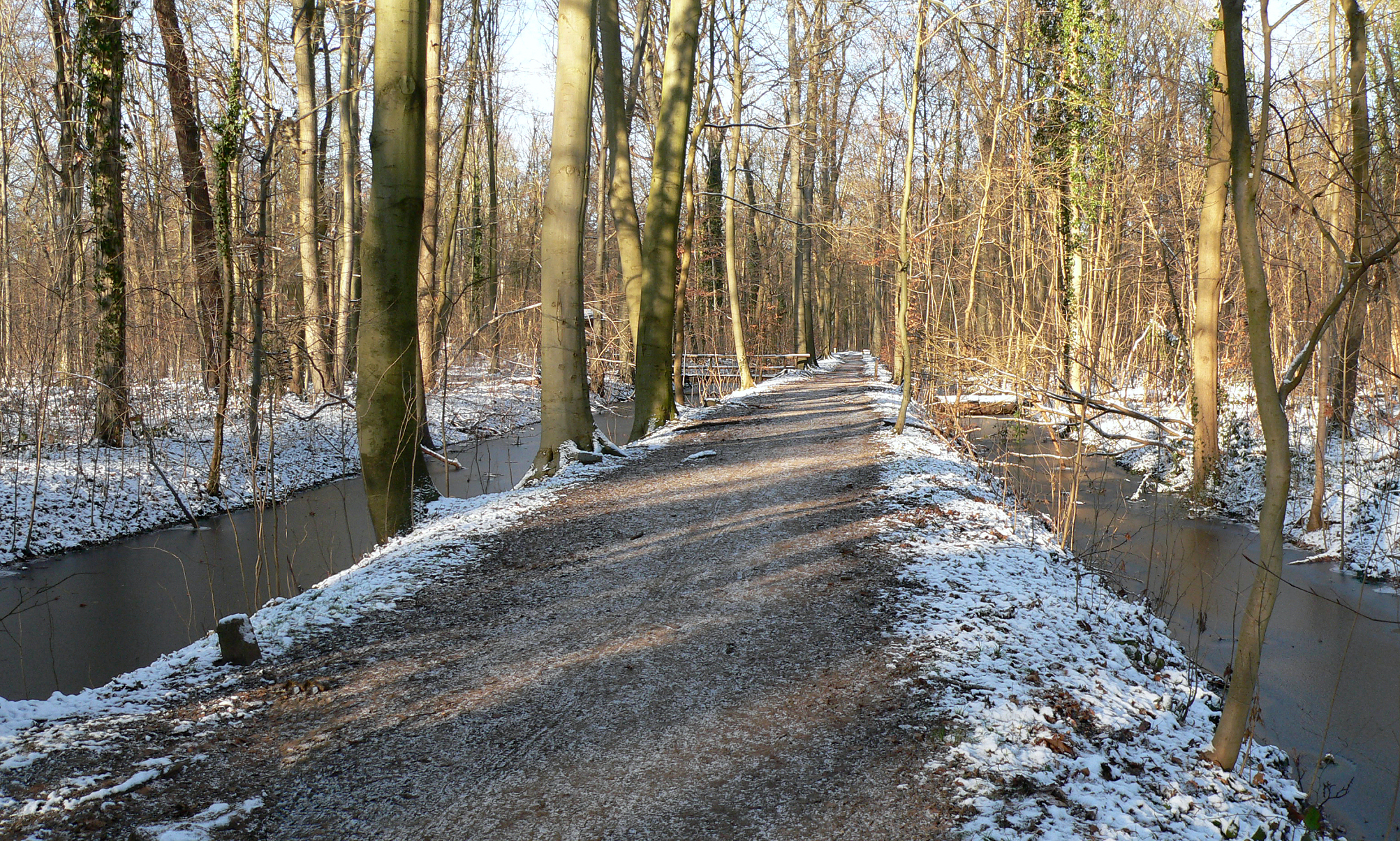
Graben- und Wallrest der mittelalterlichen Landwehr am Inselgraben hinter dem Zoo

Die Hannoversche Landwehr war ein Teil des Grenzsicherungssystems im Vorfeld der Stadtbefestigung Hannover. Die Landwehr aus einem heckenbestandenen Wall mit Graben umgab vermutlich die gesamte mittelalterliche Stadt Hannover. Reste finden sich nur im östlichen Teil im Stadtwald Eilenriede. An den Straßendurchgängen bestanden Warttürme und -häuser, die sich meist als Ausflugsgaststätten erhalten haben.

## Entstehung

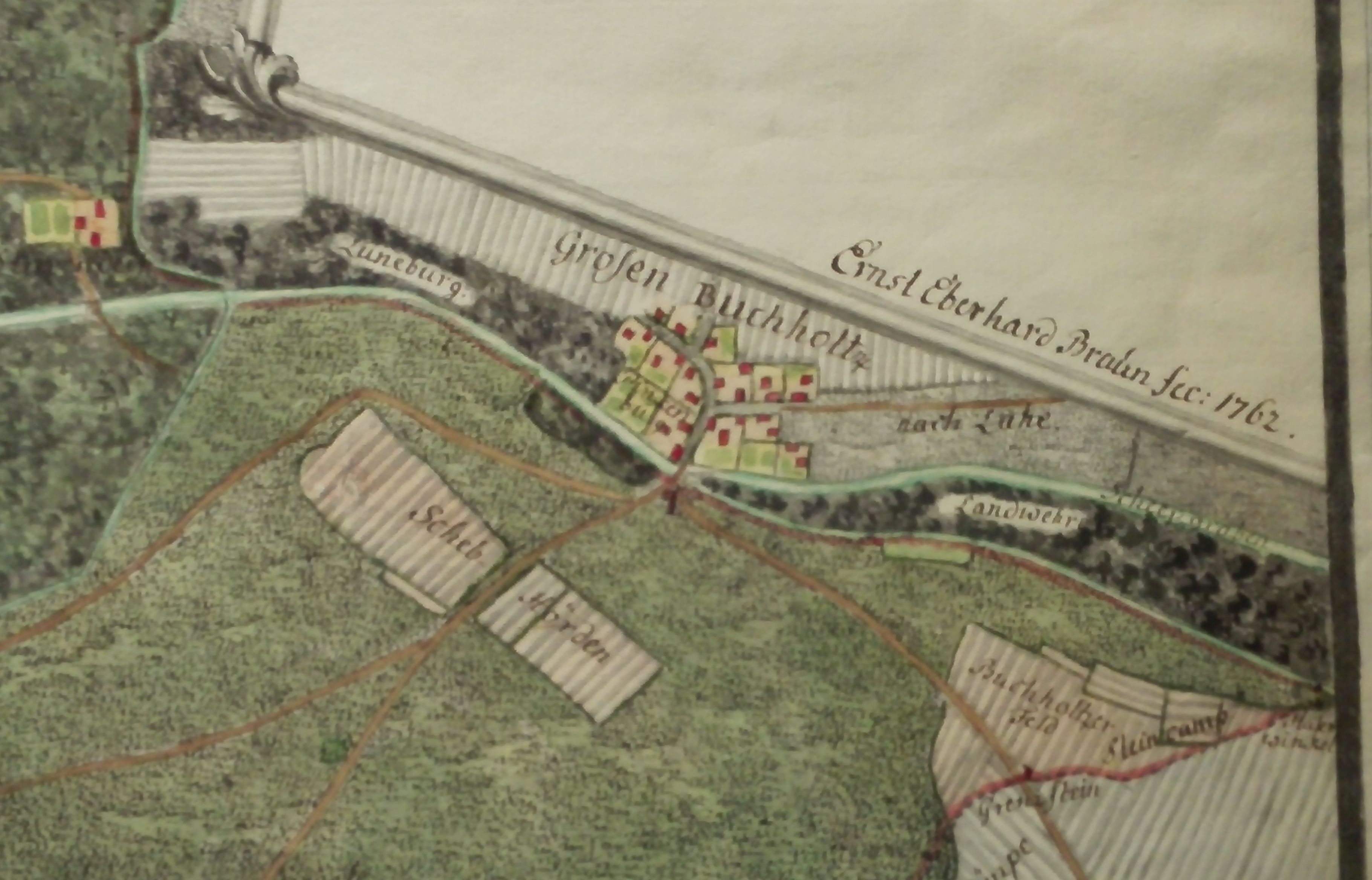
Landwehr in Ernest Eberhard Brauns Plan der Stadt Hannover und Umgebung von 1762

In der Mitte des 14. Jahrhunderts entstand vor dem Hintergrund des Lüneburger Erbfolgekrieges (1370–1388) zum Schutz von Hannover eine Landwehr als vorgeschobenes Befestigungssystem mit Warttürmen. Im Großen Privileg von 1392 erhielt die Stadt Hannover ausdrücklich das Recht verliehen, zur Befestigung Landwehren anzulegen. Das Gelände zwischen den Türmen war durch Erdwälle und Gräben gesichert, die mit Hecken und Knicks bepflanzt waren. Wahrscheinlich umgab die Landwehr ganz Hannover, erhalten haben sich nur Teile im Waldgebiet der Eilenriede. Das erste, etwa 8 km lange Teilstück entstand um 1341 als „Lüneburger Landwehr“ mit dem heute noch erhaltenen Schiffgraben. Sie verlief etwa parallel zum heutigen Messeschnellweg nach Nordosten vom früheren Warthaus Steuerndieb in der Eilenriede bis zum Altwarmbüchener Moor. 1373 entstand die Landwehr nach Misburg mit einer Länge von etwa 2 km. Weitere Teilsysteme waren die „Hohe Landwehr“ und die „Spitze Landwehr“ zwischen Döhrener Turm und Kirchröder Turm. Der frühere Graben dieser Landwehr hat sich bis heute im Landwehrgraben am Südrand der Eilenriede erhalten, der noch immer in die Leine fließt. Infolge von Eisenbahn- und Wohnungsbau wurde er westlich der Hildesheimer Straße allerdings nach Norden verschoben und teilweise verrohrt. Die auf den Döhrener Turm zulaufende Straße „Am Landwehrgraben“ dürfte seinen ursprünglichen Verlauf in diesem Bereich anzeigen.

## Türme und Warten

### Warttürme
- Döhrener Turm von 1382
- Pferdeturm von 1387
- Lister Turm von 1387
- Lindener Turm von 1392

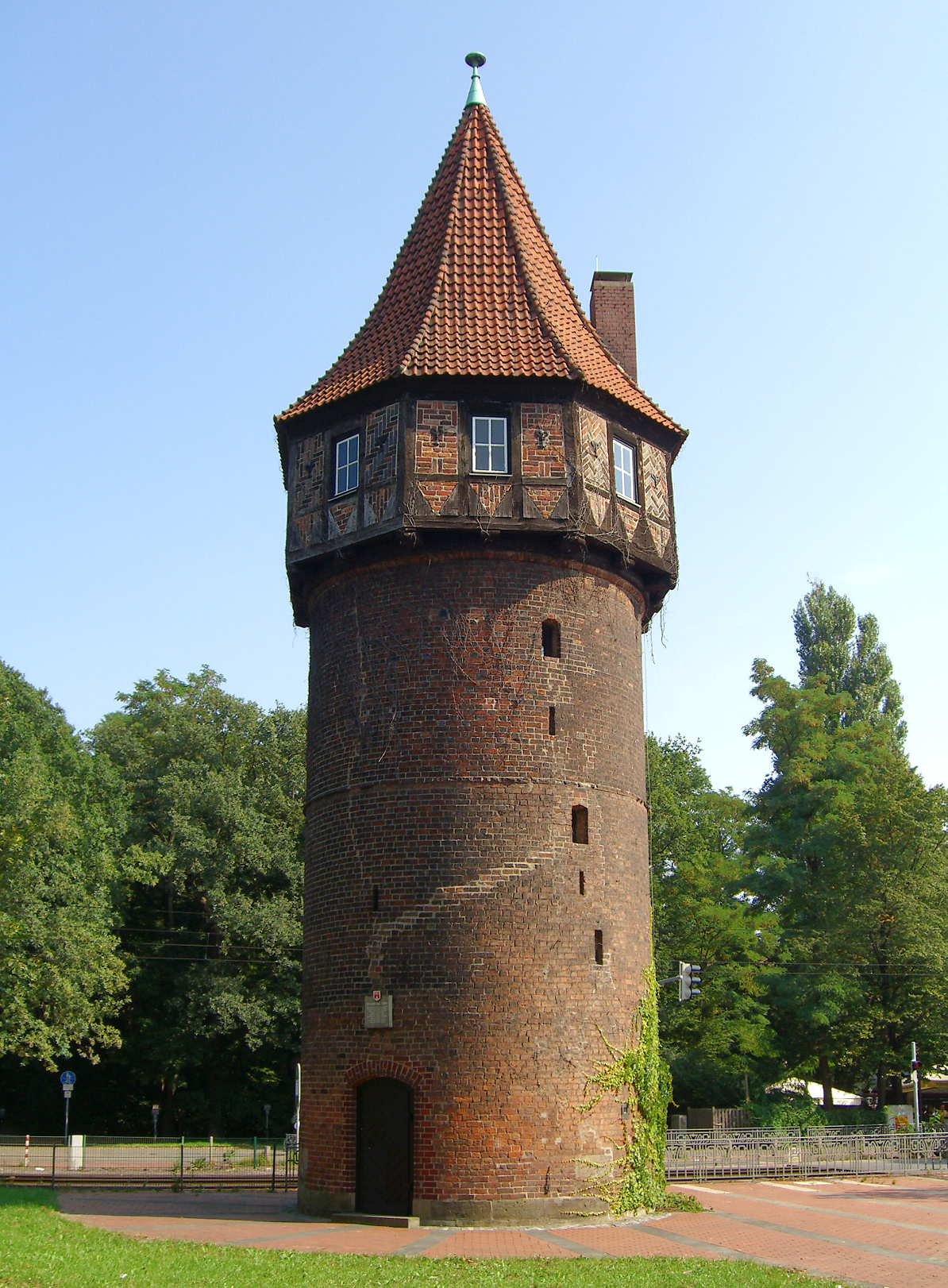
Döhrener Turm
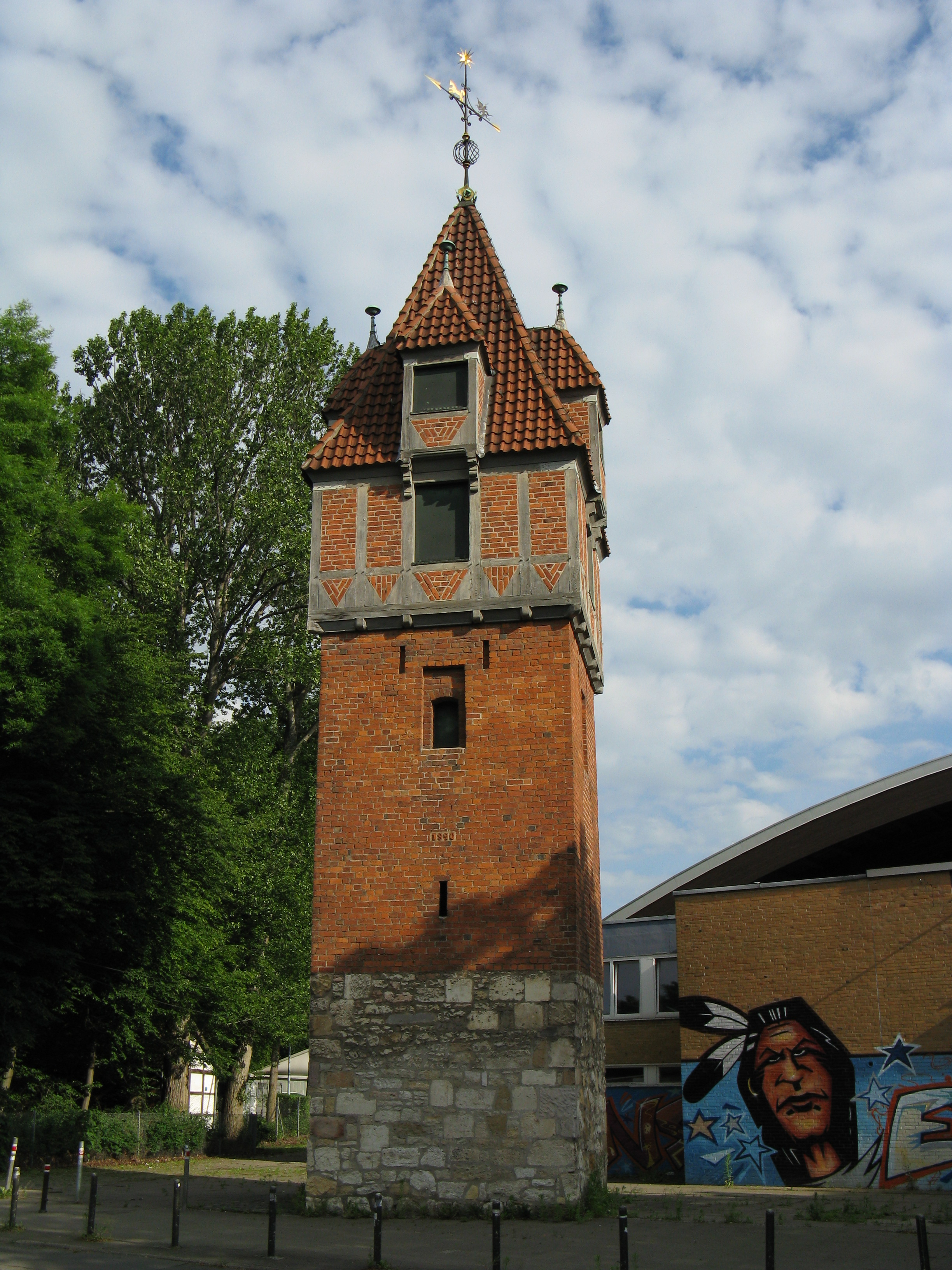
Pferdeturm
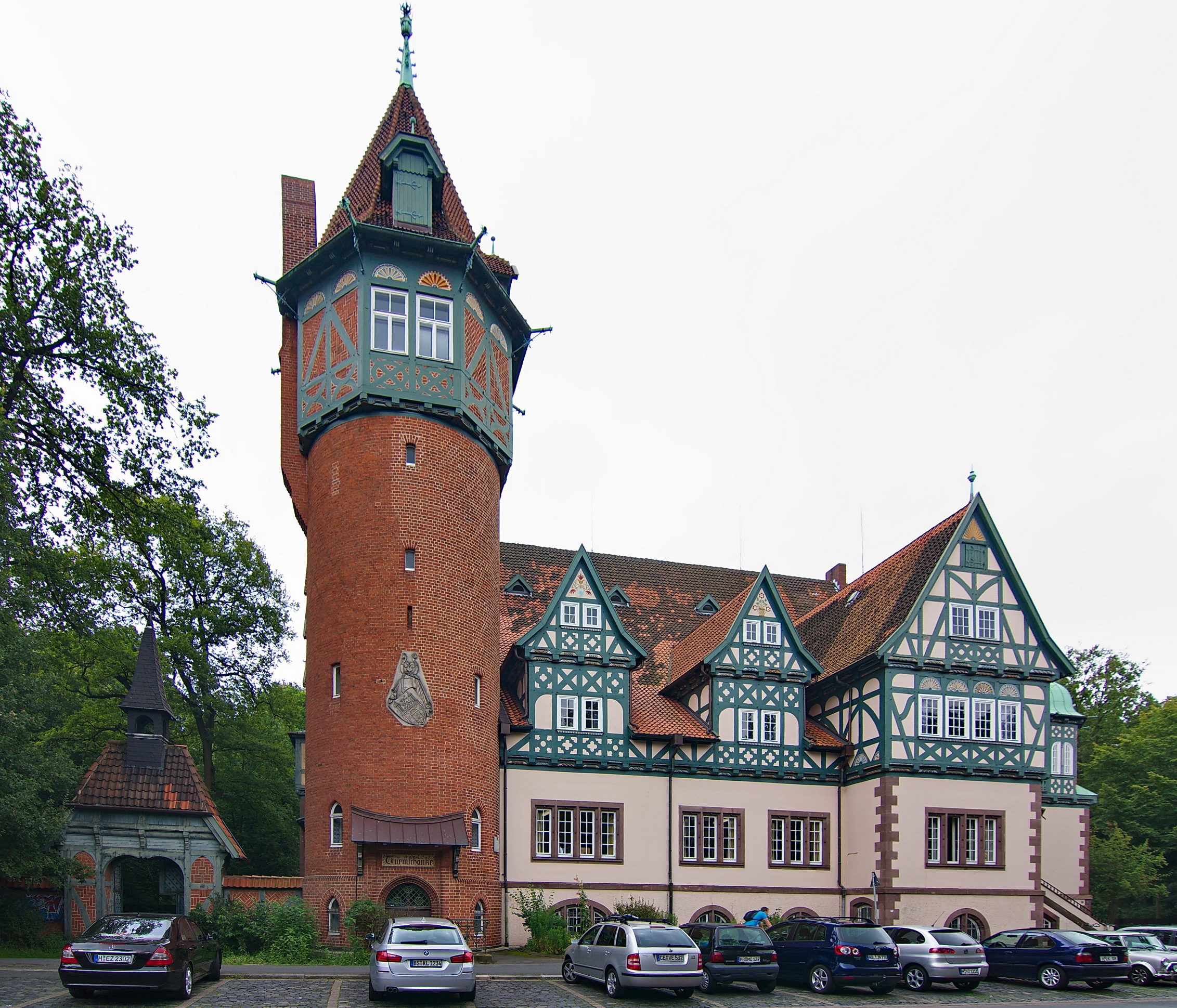
Lister Turm
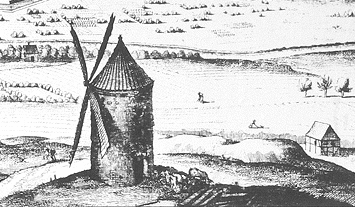
Lindener Turm (Merian-Stich von 1654)

### Warthäuser
- Warthaus Pinkenburg von 1340
- Warthaus Steuerndieb von 1392

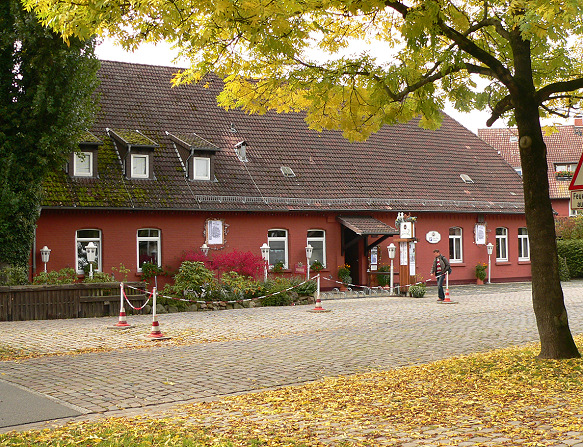
Pinkenburg in Groß-Buchholz, später Gaststätte, inzwischen abgerissen
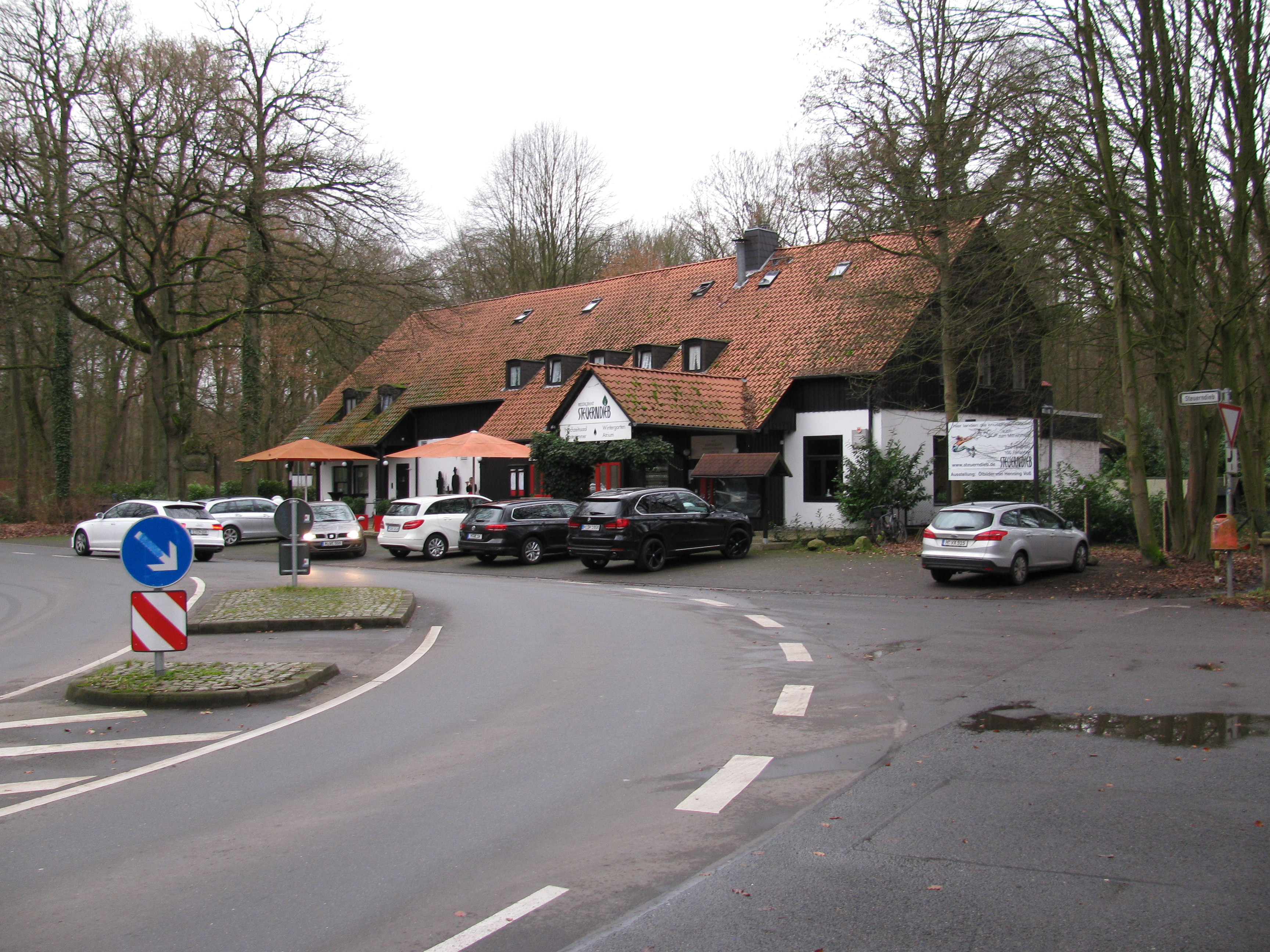
Steuerndieb, heute Waldgaststätte im Stadtteil Zoo

### Zerstörte Warttürme oder -häuser
- Kirchröder Turm von 1378
- Bergfried an der Mortmole (Mordmühle) von 1385
- Roter Turm von 1441
- Bischofsholer Turm von 1460
- Bergfried Grottemekere Campe

Kirchröder Turm in Kirchrode
Bischofshol, heute Waldgaststätte im Stadtteil Waldheim

Der Wartturm von Bischofshol wurde um 1460 errichtet und nach dem Hildesheimer Bischof benannt. Um 1760 entstand an der Stelle des nicht mehr existierenden Turms für den Eilenriede-Förster ein Fachwerkhaus mit Waldwirtschaft, die nach dem Abbruch des Gebäudes 1967/68 mit Hotel als Ausflugslokal wieder errichtet wurde.

## Aufgabe der Landwehr

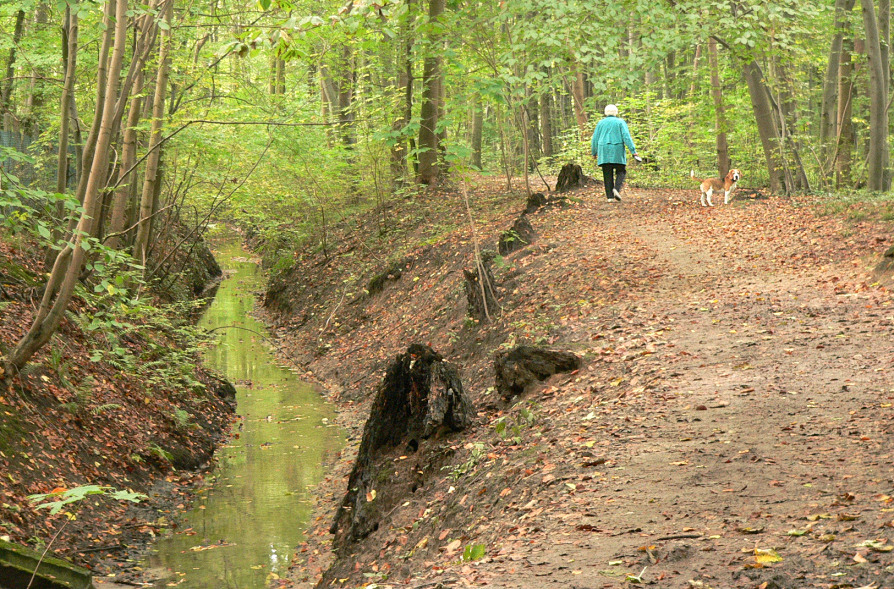
Landwehrgraben in der Eilenriede in Kirchrode

Die Landwehr war zwar aus militärischen Erwägungen angelegt worden, diente aber hauptsächlich dem Schutz von Handelsstraßen mit Zollabgabe, Kontrolle von Holz-, Hude und Weidenutzung
sowie als Grenzmarkierung gegen das Umland. Auch sollte sie das Eindringen von streunendem Gesindel verhindern. Neben den Landwehrtürmen gab es von Anfang an schon Gastwirtschaften. Die Krüger hatten Speise und Trank für die Durchreisenden bereitzuhalten. Sie übten auch hoheitliche Funktionen aus, in dem sie das Vorfeld der Stadt beobachteten und nachts die Schlagbäume geschlossen hielten. Viele Warthäuser behielten ihre einstige gastronomische Funktion bis heute aufrecht und wandelten sich in Ausflugsgaststätten.
Der militärische Wert der Landwehr war nicht allzu hoch. Beim Angriff von Herzog Heinrich dem Älteren 1486 wurde der Döhrener Turm mit seiner Besatzung verbrannt (siehe dazu: Siebenmännerstein). Die Stadt wurde jedoch nicht erobert.
Nach dem Mittelalter verloren die Landwehren allmählich an Bedeutung. Aus ihren Wachtürmen wurden Förstereien, um den Holzdiebstahl in der Eilenriede einzudämmen. Bei der Ausdehnung der Stadt Hannover in das Umland wurden durch die
Bautätigkeit die Wälle abgetragen. Gut erhaltene Wall- und Grabenabschnitte liegen in den Bereichen des Pferdeturms, des Döhrener Turms und am Inselgraben hinter dem Zoo.